# 阿帕契格羅夫 (亞利桑那州)
阿帕契格羅夫（英語：Apache Grove）是位於美國亞利桑那州格林利縣的一個非建制地區。該地的面積和人口皆未知。

## 地理
阿帕契格羅夫的座標為32°52′11″N 109°11′25″W / 32.86972°N 109.19028°W，而該地的平均海拔高度為1082米（即3550英尺）。